# Беквит (Онтарио)
Беквит (англ. Beckwith) — посёлок городского типа (тауншип) на востоке провинции Онтарио, Канада, в округе Лэнарк на реке Миссисипи. Входит в состав Национального столичного региона Канады.

## Районы
В состав посёлка входят общины: 10th Line Shore, Ontario, Black’s Corners, Franktown, Franktown Station, Gillies Corners, Hay’s Shore, McCann’s Shore, Prospect, Rothwell’s Shore, Scotch Corners и Tennyson.
В деревне Блэкс-Корнерс, расположенной к югу от г. Карлтон-Плейс, находится ратуша Беквита. Это место было выбрано в 1857 г. как компромисс между Фрэнктауном и Карлтон-Плейс, в которых городской совет до этого собирался попеременно. В настоящее время в Блэкс-Корнерс находится всего несколько зданий и магазин.

## Культура
Фрэнктаун позиционирует себя как «Сиреневая столица Онтарио». Здесь находится Сиреневая Аллея (Lilac Lane), вдоль которой располагается живописный парк с зарослями сирени. В конце мая проводится ежегодный Сиреневый фестиваль. На территории парка находится поле для бейсбола.
Во Фрэнктауне также расположена частная школа «Кальварийская христианская академия» и Фрэнктаунский супермаркет.

## Демография
Согласно Канадской переписи 2006 г.:
- Население: 6,387
- % изменение (1996—2001): 5.6
- Жилищ: 2,649
- Площадь (км².): 240.12
- Плотность населения (человек на км².): 26.6